# アミール・キャビール
ミールザー・タギー・ハーン・アミール・キャビール（1807年 - 1852年1月11日; ペルシア語: امیرکبیر）は、ナーセロッディーン・シャー時代に活躍したガージャール朝時代の大宰相。アミール・キャビールは称号。エザーフェをとってアミーレ・キャビールとも呼ばれる。ほかにアミール・ネザーム、アターバクの称号をもつ。アターバクの称号を持つのはガージャール朝では他に2人を数えるのみで、イランではガージャール朝下のみならずイラン近代史における改革者の第一として挙げられる。

## おいたち
アミール・キャビールの父キャルバラーイー・ゴルバーンは19世紀初頭に活躍した大宰相ミールザー・アボルガーセム・ガーエムマガームに仕えた調理人であり、ガーエム・マガームとその同名の息子で宰相のアボルガーセム・ガーエム・マガーム2世のもとでアミール・キャビールは多くを学ぶこととなった。

## ペルシアの近代化
アミール・キャビールは、オスマン帝国に派遣され、数百年来続いていたペルシアとトルコの間の紛争の終結のために赴いたこともあり、ナーセロッディーン・シャーが即位直後に発生したバーブ教徒の反乱を鎮圧することで、王権の強化にも貢献した。
また、アミール・キャビールの手によって、ペルシアの「上からの近代化」を推進した。
その第1はオスマン帝国に滞在していた経験を生かし、軍事力の部族依存から脱し、近代化・西欧化をはかった軍制改革である。称号アミール・ネザームはイラン全土の軍に対する指揮権を示す官職でもある。軍制改革は技術の移入が不可欠であり、ダーロル・フォヌーン（英語版、日本語で「技術の家」という意味）と呼ばれる教育機関を1851年に創設した。この教育機関ではペルシアでは初めてのヨーロッパ型高等教育が施された。
第2は官制改革である。政庁を組織化して設置し官僚制を整備、著しく分権的な地方政府に対する統御と、宮廷、特に王室勢力の政治介入の抑制に努め、中央集権を目指した。このために全土に駅逓を設置して、地方政府と中央のあいだに定期的な通信を保ち、各種行政執行に中央が関与する形態へと改めた。加えて『ルーズナーメイェ・ヴァガーイェエ・エッテファーギーイェ』と呼ばれるペルシアで最初の官報的性格をもつ日刊紙を刊行するなど、ペルシアの近代化に貢献した。
ただし、アミール・キャビールの改革は、既得権益を多く持つ宮廷関係者や高位聖職者は反発を強めた。また、ナーセロッディーン・シャーもアミール・キャビールが進める改革を快く思っておらず、宰相の任を解きその後に、カーシャーンに流した。当時、ロシアの大使は、アミール・キャビールに対し、ロシアへの避難を勧めたといわれているが、アミール・キャビールはこれを固辞したと伝えられている。1852年、シャーの命を受け、カーシャーンのフィン庭園浴室で暗殺された。
アミール・キャビールの名前にちなんだ大学がテヘランにあり、その名前は、アミール・キャビール工科大学という。